# Центральний банк Мальти
Центральний банк Мальти (мальт. Bank Ċentrali ta’ Malta) — центральний банк Мальти, заснований 17 квітня 1968 року. Після приєднання Мальти до Європейському союзу в травні 2004 року Банк став членом Європейської системи центральних банків. До вступу Мальти в 2008 у в Єврозону Центральний банк Мальти відповідав за випуск мальтійської ліри.
Основними функціями Центрального банку Мальти відповідно до законодавства є:
- Контроль і управління зовнішніми резервами,
- Проведення кредитної політики,
- Стимулювання розвитку ринку капіталу та створення міцної структури фінансів,
- Надання банківських послуг Уряду Мальти,
- Кредитування комерційних банків,
- Прийом коштів від комерційних банків,
- Консультування Уряду Мальти з фінансових питань.

Центральний банк Мальти діє як урядова банківська організація і здійснює від імені та в інтересах Уряду банківські операції, він приймає кошти Уряду в депозити і у випадку бюджетного дефіциту гарантує тимчасове (до кінця фінансового року) авансування до 15 % розраховується нового бюджету. Центральний банк Мальти може регулювати рівень цін на кредитному ринку за допомогою прийому від комерційних банків строкових вкладів, а також за допомогою купівлі-продажу фінансових зобов'язань.
Ставка рефінансування ЦБ Мальти в січні 2002 року становила 3,75 %, в січні 2006 року — 3 %.